# Rezoluția 744 a Consiliului de Securitate al ONU
Rezoluția 744 a Consiliului de Securitate al Organizației Națiunilor Unite, adoptată fără vot la 25 februarie 1992, după examinarea cererii de aderare a Republicii San Marino și cercetarea raportului întocmit de Comitetul pentru admiterea de noi membri, a recomandat Adunării Generale admiterea San Marinoului ca stat membru al Organizației Națiunilor Unite.

## Efect
Adunarea Generală a admis San Marino ca stat membru al Organizației Națiunilor Unite la 2 martie 1992.